# マーティン・ウォルシュ
マーティン・ウォルシュ（Martin Walsh、1955年11月8日 - ）は、イギリスの編集技師。

## 人物
2002年の映画『シカゴ』でアカデミー編集賞を受賞した。
アメリカ映画編集者協会のメンバーである。

## 主なフィルモグラフィ
- ウィロビー・チェイスのおおかみ The Wolves of Willoughby Chase (1989)
- バック・ビート Backbeat (1994)
- サイバーネット Hackers (1995)
- ほんとうのジャクリーヌ・デュ・プレ Hilary and Jackie (1999)
- ハロルド・スミスに何が起こったか? Whatever Happened to Harold Smith? (1999)
- アイリス Iris (2001)
- ブリジット・ジョーンズの日記 Bridget Jones's Diary (2001)
- マイ・ウェイ 銃声のレクイエム Strictly Sinatra (2001)
- シカゴ Chicago (2002)
- サンダーバード Thunderbirds (2004)
- 孤独な嘘 Separate Lies (2005)
- Vフォー・ヴェンデッタ V for Vendetta (2006)
- インクハート/魔法の声 Inkheart (2008)
- ジョージアの日記/ゆーうつでキラキラな毎日 Angus, Thongs and Perfect Snogging (2008)
- プリンス・オブ・ペルシャ/時間の砂 Prince of Persia: The Sands of Time (2010)
- タイタンの逆襲 Wrath of the Titans (2012)
- ダーク・ブラッド Dark Blood (2012) ※1993年に制作し、一時中断
- エージェント:ライアン Jack Ryan: Shadow Recruit (2014)
- ジャスティス・リーグ Justice League (2017)
- サイレント・ナイト Silent Night (2021)

## 関連文献
- Walsh, Martin (2007). "Things I've Learned as a Moviemaker", Moviemaker February 3, 2007. Online version retrieved Jan. 7, 2008.
- Wood, Jennifer M. (2007). "The Showoffs Get the Attention: Hard work paid off for Chicago editor Martin Walsh, who just nabbed his first Oscar nomination", Moviemaker February 3, 2007. Online version retrieved June 26, 2008.